# Ylvis
Ylvis — комедийный норвежский дуэт из Бергена, состоящий из братьев Борда (Bård) и Вегарда Илвисокера (Vegard Ylvisåker). Они дебютировали как профессиональные артисты в 2000 году, выступая во многих шоу, юмористических концертах, музыкальных клипах, но всемирно известными стали с момента выхода осенью 2013 года клипа «Что говорит Лиса» («The Fox (What Does the Fox Say?)»), который стал чрезвычайно популярен на YouTube (миллиард просмотров).
В Норвегии известность получили благодаря сатирическим текстам песен, выступали с видеоклипами — включая англоязычные («Stonehenge» о Стоунхендже, «Someone Like Me» о дабстепе, «Jan Egeland» о политике Норвежской рабочей партии и дипломате системы ООН) и русскоязычный «Жаным», снятый в Кыргызстане. Хотя братья до публикации клипа не были известны в США, в 2013 году клип «The Fox» занял 10-е место в американском чарте Billboard Hot 100.

## Творчество

### Радиошоу
- 2006: O-fag
- 2008: O-fag (second series)

### Телешоу
- 2007—2008: Norges herligste
- 2008: Ylvis møter veggen
- 2009: Hvem kan slå Ylvis
- 2010: Nordens herligste
- 2011: I Kveld med Ylvis
- 2012: I Kveld med Ylvis (second series)
- 2013: I Kveld med Ylvis (third series)

### Варьете
- 2000: Ylvis — en kabaret
- 2007: Ylvis III
- 2011: Ylvis 4

### Музыкальные шоу
- 2001: Ylvis Goes Philharmonic
- 2002: Ylvis Goes Philharmonic — episode II
- 2003: Ylvis — en konsert

## Дискография

### Синглы
| Год  | Сингл                                             | Позиция в чартах | Позиция в чартах | Позиция в чартах | Позиция в чартах |
| Год  | Сингл                                             | NOR              | US               | FIN              | SWE              |
| ---- | ------------------------------------------------- | ---------------- | ---------------- | ---------------- | ---------------- |
| 2013 | «The Fox (What Does the Fox Say?)»                | 1                | 6                | 2                | 5                |
| 2013 | «Stonehenge»                                      |                  |                  |                  |                  |
| 2014 | «Mr.Toot»                                         |                  |                  |                  |                  |
| 2018 | «Stories From Norway: The Andøya Rocket Incident» |                  |                  |                  |                  |

### DVD-альбомы
- Ylvis III
- Norges herligste

## Факты
- Среди песен дуэта есть песня на русском с небольшими вставками на киргизском языке — «Janym» («Моя дорогая»). На одном из концертов в 2013 году братья исполнили эту песню, в перерыве после второго куплета выкрикнув несколько раз матерное выражение на киргизском[5].
- В 2013 году выступали в Южной Корее на премии MAMA вместе с Crayon Pop.
- В 2015 году, в полуфинале КВН в музыкальном клипе команды Спарта прозвучала песня с русским текстом по мотивам композиции «Someone Like Me»[6][7]